# 그레고리 자비스

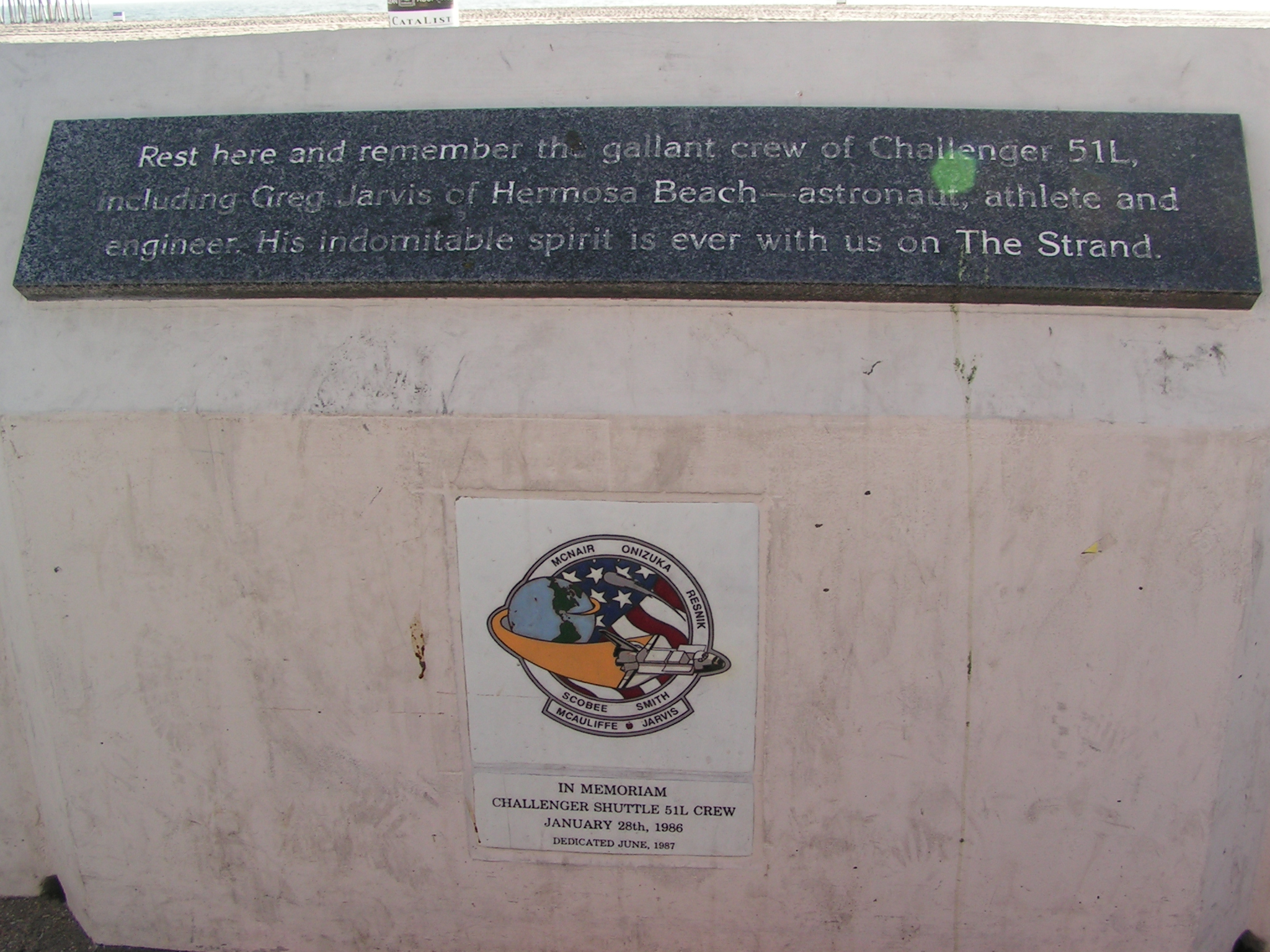
헤르모사 해변(en)에 세워진 기념비

그레고리 자비스(Gregory Jarvis, 1944년 8월 24일 ~ 1986년 1월 28일)은 미국의 군인이자 우주비행사이다. 1969년에 미국 공군에 입대하여 1973년에 대위로 전역한 이후 1984년에 우주비행사로 뽑혔고 1986년, STS-51-L에서 탑승 과학 기술자로서 챌린저 우주왕복선에 탑승했으나 폭발 사고로 사망했다.